# Sebastian Mannström
Sebastian Mannström (Kokkola, 29 oktober 1988) is een Fins profvoetballer die bij voorkeur op het middenveld speelt. Hij verruilde in januari 2011 FF Jaro voor HJK Helsinki. Mannström debuteerde in 2011 in het Fins voetbalelftal.

## Interlandcarrière
Onder leiding van interim-bondscoach Markku Kanerva maakte Mannström op 9 februari 2011 zijn debuut voor Finland in een vriendschappelijke uitwedstrijd tegen België (1-1), net als Joona Toivio, Hannu Patronen, Ilja Venäläinen en Riku Riski. Hij viel in dat duel na 65 minuten in voor collega-middenvelder Kasper Hämäläinen.
| Interlands van Sebastian Mannström | Interlands van Sebastian Mannström | Interlands van Sebastian Mannström | Interlands van Sebastian Mannström | Interlands van Sebastian Mannström | Interlands van Sebastian Mannström | Interlands van Sebastian Mannström |
| №                                  | Datum                              | Wedstrijd                          | Uitslag                            | Soort wedstrijd                    | Doelpunten                         | Assists                            |
| Als speler bij HJK Helsinki        | Als speler bij HJK Helsinki        | Als speler bij HJK Helsinki        | Als speler bij HJK Helsinki        | Als speler bij HJK Helsinki        | Als speler bij HJK Helsinki        | Als speler bij HJK Helsinki        |
| ---------------------------------- | ---------------------------------- | ---------------------------------- | ---------------------------------- | ---------------------------------- | ---------------------------------- | ---------------------------------- |
| 1.                                 | 9 februari 2011                    | België – Finland                   | 1 – 1                              | Vriendschappelijk                  | 0                                  | 0                                  |
| 2.                                 | 29 maart 2011                      | Portugal – Finland                 | 2 – 0                              | Vriendschappelijk                  | 0                                  | 0                                  |
| 3.                                 | 22 januari 2012                    | Trinidad en Tobago – Finland       | 2 – 3                              | Vriendschappelijk                  | 0                                  | 0                                  |
| 4.                                 | 23 januari 2013                    | Thailand – Finland                 | 1 – 3                              | King's Cup 2013                    | 0                                  | 0                                  |
| 5.                                 | 26 januari 2013                    | Finland – Zweden                   | 0 – 3                              | King's Cup 2013                    | 0                                  | 0                                  |

Bijgewerkt t/m 22 juni 2013

## Erelijst
HJK Helsinki
- Landskampioen

2011, 2012, 2013, 2014
- Beker van Finland

2011